# سفن راتكه
سفن راتكه (بالألمانية: Sven Ratke)‏ (3 يناير 1972 غورليتس ألمانيا - ) هو لاعب كرة قدم ألماني يلعب كلاعب وسط.

## روابط خارجية
- سفن راتكه على موقع قاعدة بيانات كرة القدم.إي يو (الإنجليزية)
- سفن راتكه على موقع بيانات كرة القدم. دي إي (الألمانية)
- سفن راتكه على موقع عالم كرة القدم.نت (الإنجليزية)